# Бондарева, Варвара Матвеевна
Варва́ра Матве́евна Бо́ндарева (род. 15 июня 1939, Желтухинский район, Московская область) — раскройщица Московского промышленно-торгового объединения «Салют» Российской государственной ассоциации лёгкой промышленности «Рослегпром». Полный кавалер ордена Трудовой Славы (1991).

## Биография
Родилась 15 июня 1939 года в Желтухинском районе Рязанской области в крестьянской семье, русская. Росла в многодетной семье, рано лишилась матери. Отец был инвалидом, работал на мельнице.
В 1946 году отец уехал на заработки, работал плотником на строительстве Московского коксогазового завода. В 1947 году семья переехала в рабочий посёлок Расторгуево (с 1965 года — город Видное) Московской области — отец купил комнату и перевёз своих детей к себе. Восемь из них жили на площади в 12 м², лёжа на полках, которые сделал их отец.
Напротив казармы, где поселилась семья, находилась школа № 616, там Варя окончила семь классов. Когда она поступила в швейное ФЗУ, её не хотели брать: «далеко живёт, будет опаздывать». Варя пообещала, что этого не произойдёт. Она вставала в 4 утра, шла от Временного посёлка до электрички в Расторгуево, чтобы успеть вовремя на урок. Через какое-то время многодетной семье дали две маленькие комнаты в двухэтажном доме по 8-й линии, а позже, когда они стали заселяться во Временный посёлок, дали трёхкомнатную квартиру на улице Крайней (ныне Гаевской). Вскоре Варвара вышла замуж, через год родилась дочь.
После окончания фабрично-заводского училища стала работать на швейной фабрике «Салют», в общей сложности проработав 40 лет по 11 смежным профессиям — с 1956 по 1996 год. Во время практики она сшила 16 пальто, это оказалось больше, чем сшила вся её группа. Когда подводили итоги, оказывалось, что свою норму В. М. Бондарева «выполнила на 200—250 процентов».
Варвара Матвеевна простояла на «потоке» два года, вырезая специальной машиной нарисованный мелом раскрой сразу на 20-30 полотнах ткани. Затем её перевели на ленточный станок, где специальным резаком вырезались мелкие детали для пальто. Вскоре Варвара стала принимать участие и побеждать в различных соцсоревнованиях. Она была удостоена званий «Мастер — золотые руки» и «Лучший по профессии». Стала ударником девятой пятилетки, проходившей с 1971 по 1975 год.
На фабрике Варвары Матвеевны Бондаревой трудился её муж, а потом спустя время и её дочь.
Указом Президиума Верховного Совета СССР от 3 апреля 1978 года раскройщица Варвара Матвеевна Бондарева была награждена орденом Трудовой Славы III. О получении своего первого ордена В. М. Бондарева рассказывала следующее:
Для меня эта награда стала неожиданностью, я даже не сразу поверила, что такое возможно. Помню, работала во вторую смену, и нас собрали на середину цеха. Директор фабрики зачитал правительственную телеграмму. В ней было написано о награждении меня орденом. А я-то думала, что работаю как умею. Ведь молодая, многого хотелось, к тому же семье надо помогать. А получилось, что мои постоянные перевыполнения плана позволили за одну пятилетку выполнить задания двух!
Варвара Матвеевна и дальше продолжала работать на фабрике. Когда подсчитали выполнение плана за десятую пятилетку, проходившую с 1976 по 1980 год, оказалось, что она выполнила 10 годовых норм.
Указом Президиума Верховного Совета СССР от 2 августа 1983 года раскройщица Варвара Матвеевна Бондарева была награждена орденом Трудовой Славы II степени.
Указом Президента СССР от 25 января 1991 года раскройщица Варвара Матвеевна Бондарева была награждена орденом Трудовой Славы I степени за большой личный вклад в увеличение производства товаров народного потребления. Стала полным кавалером ордена Трудовой Славы и одновременно единственным человеком фабрики «Салют», который был награждён всеми тремя орденами Трудовой Славы.
С 1996 года находится на пенсии, проживает в Видном.

## Награды
- Орден Трудовой Славы III степени — указом Президиума Верховного Совета СССР от 3 апреля 1978 года;
- Орден Трудовой Славы II степени — указом Президиума Верховного Совета СССР от 2 августа 1983 года;
- Орден Трудовой Славы I степени — указом Президента СССР от 25 января 1991 года.